# Ding Ling

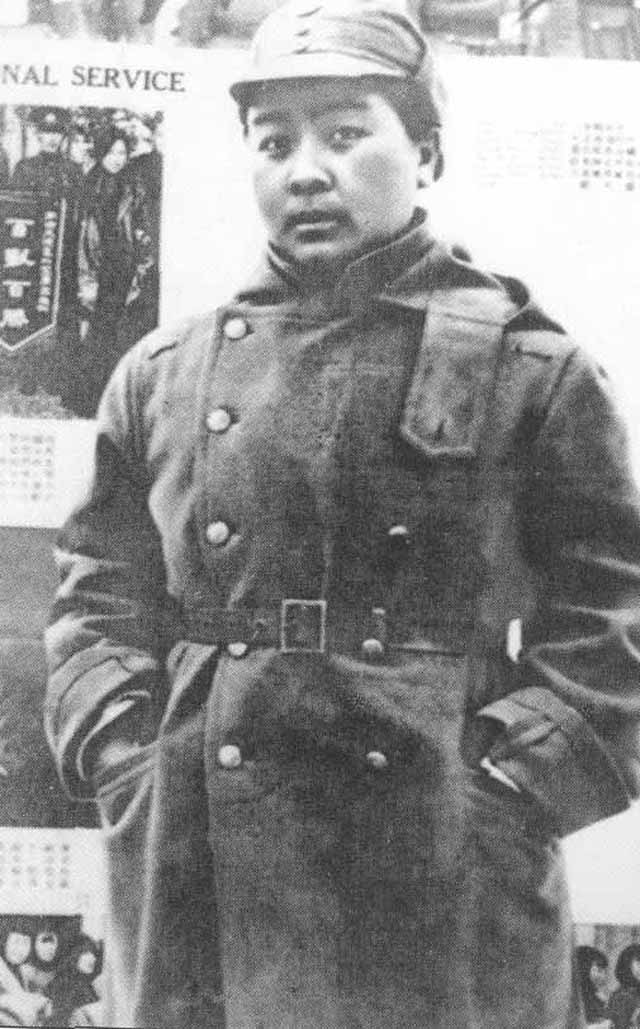
Ding Ling

Ding Ling (Chinees: 丁玲; Hanyu pinyin: Dīng Líng; Linli (Changde, Hunan), 12 oktober 1904 – Peking, 4 maart 1986), pseudoniem van Jiang Bingzhi (vereenvoudigd Chinees: 蒋冰之; traditioneel Chinees: 蔣冰之; pinyin: Jiǎng Bīngzhī), was een Chinese schrijfster.

## Biografie
Ding Ling groeide op in een aristocratische familie in de plaats Linli in de provincie Hunan. Haar vader stierf toen ze drie jaar was en ze werd alleen opgevoed door haar moeder. 
In 1920 vluchtte ze naar Shanghai om te ontkomen aan een gedwongen huwelijk. Ze keerde zich daarmee tegen de destijds in China wijdverbreide opvatting dat haar ouders als haar voortbrengers ook haar eigenaar waren: naar haar mening was ze zelf eigenares van haar eigen lichaam.
Ding Ling werd beïnvloed door progressieve leerkrachten op de Meisjesschool van het Volk en door haar contacten met moderne schrijvers als Shen Congwen en de linkse dichter Hu Yepin, met wie ze in 1925 trouwde. In die tijd begon ze ook met schrijven. In 1931 werd Hu Yepin in Shanghai geëxecuteerd door de Kwomintang, omdat hij communist zou zijn. In maart 1932 sloot Ding Ling zich aan bij de Chinese Communistische Partij en bijna al haar schrijven stond sindsdien in het teken van politieke doelen. 
Als activiste werd Ding Ling door de Kwomintang drie jaar lang onder huisarrest geplaatst, van 1933 tot 1936. Uiteindelijk wist ze te ontkomen naar het communistische bolwerk in Yan’an, waar ze veel invloed kreeg. Ze was directeur van de Chinese Associatie voor Literatuur en Kunst en redigeerde het literair supplement van een krant.
Ding Ling worstelde met het idee dat revolutionaire behoeften, zoals bepaald door de partij, vóór kunst zouden komen en met de manier waarop vrouwen door mannen in Yan’an werden behandeld. In 1942 schreef ze een artikel, 'Gedachten op 8 maart', waarin ze de houding van de partij in man-vrouw-aangelegenheden ter discussie stelde. Ze maakte de dubbele moraal van mannen belachelijk, bijvoorbeeld wanneer zij vrouwen die huishoudelijk werk deden niet serieus namen, of wanneer ze roddelden over ongetrouwde vrouwen en publiek werk deden. Ook bekritiseerde zij leidinggevenden die de mogelijkheden voor echtscheiding gebruikten om van hun vrouw af te komen. Haar artikel werd veroordeeld door Mao Zedong en de leiders van de Partij en ze werd gedwongen tot publiekelijke zelfkritiek.
Haar bekendste werk uit deze jaren veertig was haar novelle De zon schijnt over de Sanggan-rivier. Deze novelle beschreef de ingewikkelde gevolgen van een landhervorming in een agrarisch dorp. De novelle was af in 1948 en zij ontving daarvoor in 1951 de Stalinprijs. Het werk wordt beschouwd als een van de beste voorbeelden van socialistisch realisme. Man-vrouw-verhoudingen werden daarin niet behandeld.
In 1957 werd ze als “rechtse” gezuiverd en haar boeken en essays werden verboden. Ze zat tijdens de Culturele Revolutie vijf jaar gevangen en werd veroordeeld tot dwangarbeid. In 1978 werd ze gerehabiliteerd.
In een later geschreven voorwoord van haar verhalenbundel Het dagboek van mejuffrouw Sophie en andere verhalen (1928) beschrijft Ding Ling de dank die zij verschuldigd is aan schrijvers uit andere culturen:  
“Ik kan zeggen dat als ik niet was beïnvloed door westerse literatuur ik waarschijnlijk nooit in staat zou zijn geweest fictie te schrijven of in ieder geval niet de fictie in deze bundel. Het is duidelijk dat mijn vroegste verhalen het pad van het westerse realisme volgen. … Een beetje later, toen de Chinese revolutie zich ontwikkelde, veranderde die met de behoeften van de tijd en het Chinese volk. … Literatuur hoort gedachten samen te brengen … onwetendheid te laten uitgroeien tot wederzijds begrip. Tijd, plaats en instanties kunnen dat niet tegenhouden. En in 1957, een tijd van geestelijk lijden voor mij, vond ik troost in het lezen van veel Latijns-Amerikaanse en Afrikaanse literatuur."
Een paar jaar voor haar dood mocht ze naar de Verenigde Staten reizen, waar ze gastschijfster was aan de Universiteit van Iowa.
Een deel van haar werk is in westerse talen vertaald (Duits, Engels, Frans, Spaans). Haar werk is nauwelijks in het Nederlands vertaald: alleen het korte verhaal 'De overstroming' en de novelle Het dagboek van Shafei (vertaald door Maud Thierry, uitgegeven in eigen beheer).
- Bibsys: 90577957
- Biblioteca Nacional de España: XX5490420
- Bibliothèque nationale de France: cb119002232 (data)
- CiNii: DA00324895
- Gemeinsame Normdatei: 118642847
- International Standard Name Identifier: 0000 0001 2144 1911
- Library of Congress Control Number: n81028906
- Nationale Bibliotheek van Letland: 000201908
- National Central Library: 002186247
- Bibliotheek van het Japanse parlement: 00363180
- Nationale Bibliotheek van Tsjechië: xx0004330
- Nationale bibliotheek van Australië: 36730149
- Nationale Bibliotheek van Israël: 987007268957605171
- Nationale Bibliotheek van Polen: a0000002248161
- Nationale en Universitaire bibliotheek Zagreb: 000485776
- Nederlandse Thesaurus van Auteursnamen: 139494952
- Réseau des bibliothèques de Suisse occidentale: 02-A000051648
- LIBRIS: 49262
- SNAC: w6c26292
- Système universitaire de documentation: 026832550
- Trove: 1438059
- Virtual International Authority File: 95209684
- WorldCat: E39PBJtmrYCkcv7gFRwWwhBByd